# ترقی‌خواهی

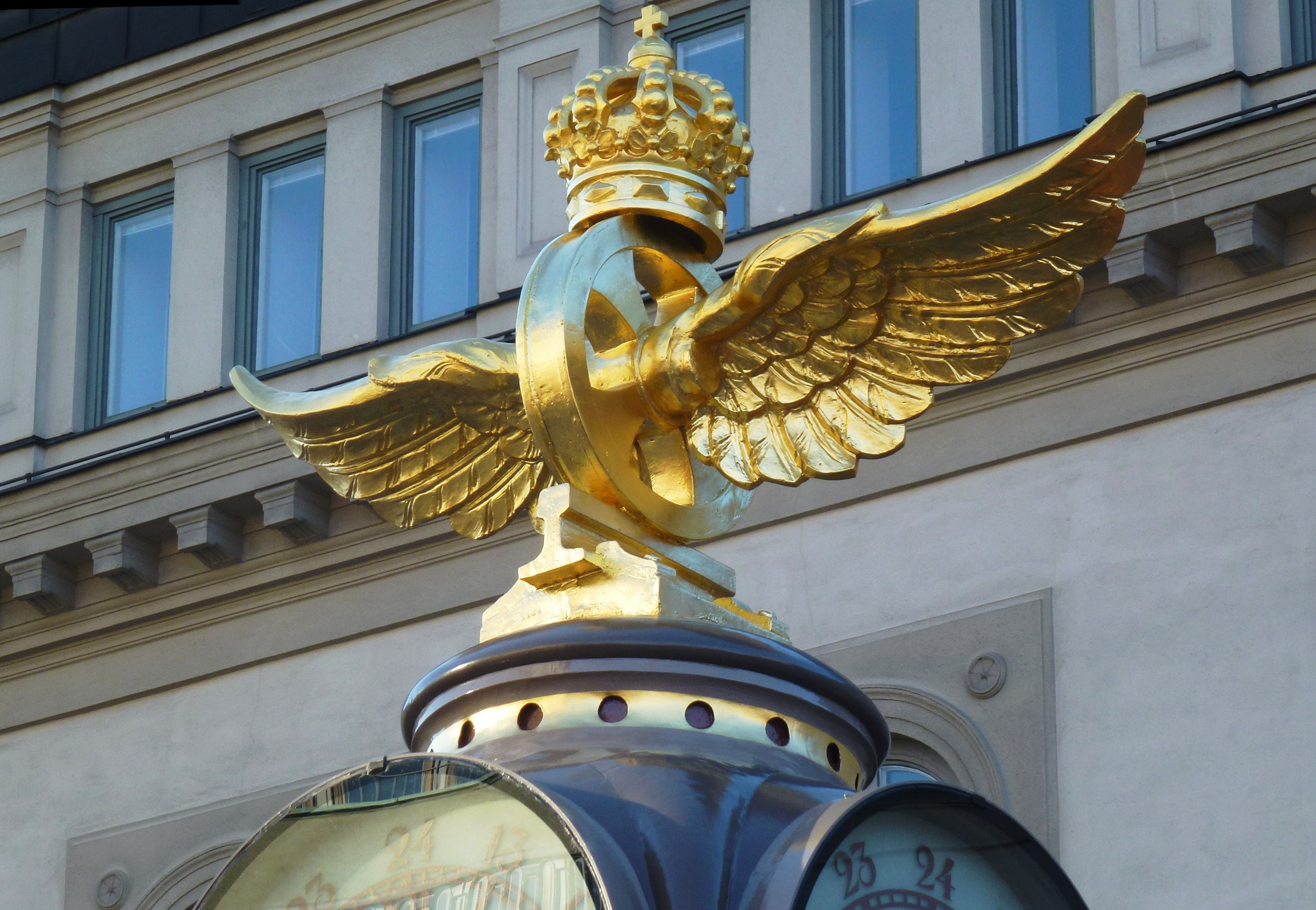
ترقی‌خواهی

پیشروگرایی یا ترقی‌خواهی یک فلسفه و جنبش سیاسی مبتنی بر ایده ترقی است که بهبود شرایط بشر را در اصلاحات اجتماعی می‌داند که مبتنی بر یافته‌های جدید علمی و پیشرفت‌ در فناوری و سازمان‌های اجتماعی باشد. ترقی‌خواهی در عصر روشنگری در اروپا از این باور ریشه گرفت که اروپا از طریق استحکام بخشیدن به مبنای دانش تجربی به عنوان بنیان جامعه توانست از بربریت به تمدن پیشرفت کند.
ترقی خواهان مدرن به عنوان بخشی از پاسخ تغییرات وسیع اجتماعی که صنعتی‌شدن در جهان غربی در اواخر دهه نوزدهم، خصوصاً از درون این دیدگاه که نابرابری اقتصادی عظیم بین فقیر و غنی، سرمایه‌داری لسه فر با شرکت‌های انحصارطلب خارج از کنترل، تضاد شدید و اغلب خشونت بار بین کارگران و سرمایه داران و فقدان تلاش دولت برای حل این مسایل ترقی را داشت خفه می‌کرد. ترقی خواهی بر جنبش‌های سیاسی متعددی اثر گذاشته‌است. لیبرالیسم مدرن تحت تأثیر این عقیده فیلسوف لیبرال جان استوارت میل که مردم «موجوداتی ترقی طلبند» بوده‌است. بنجامین دیزرائیلی نخست‌وزیر بریتانیا محافظه کاری ترقی خواهانه را تحت توریئیسم «یک ملتی» توسعه داد.